# Altstadtkirche (Villingen)

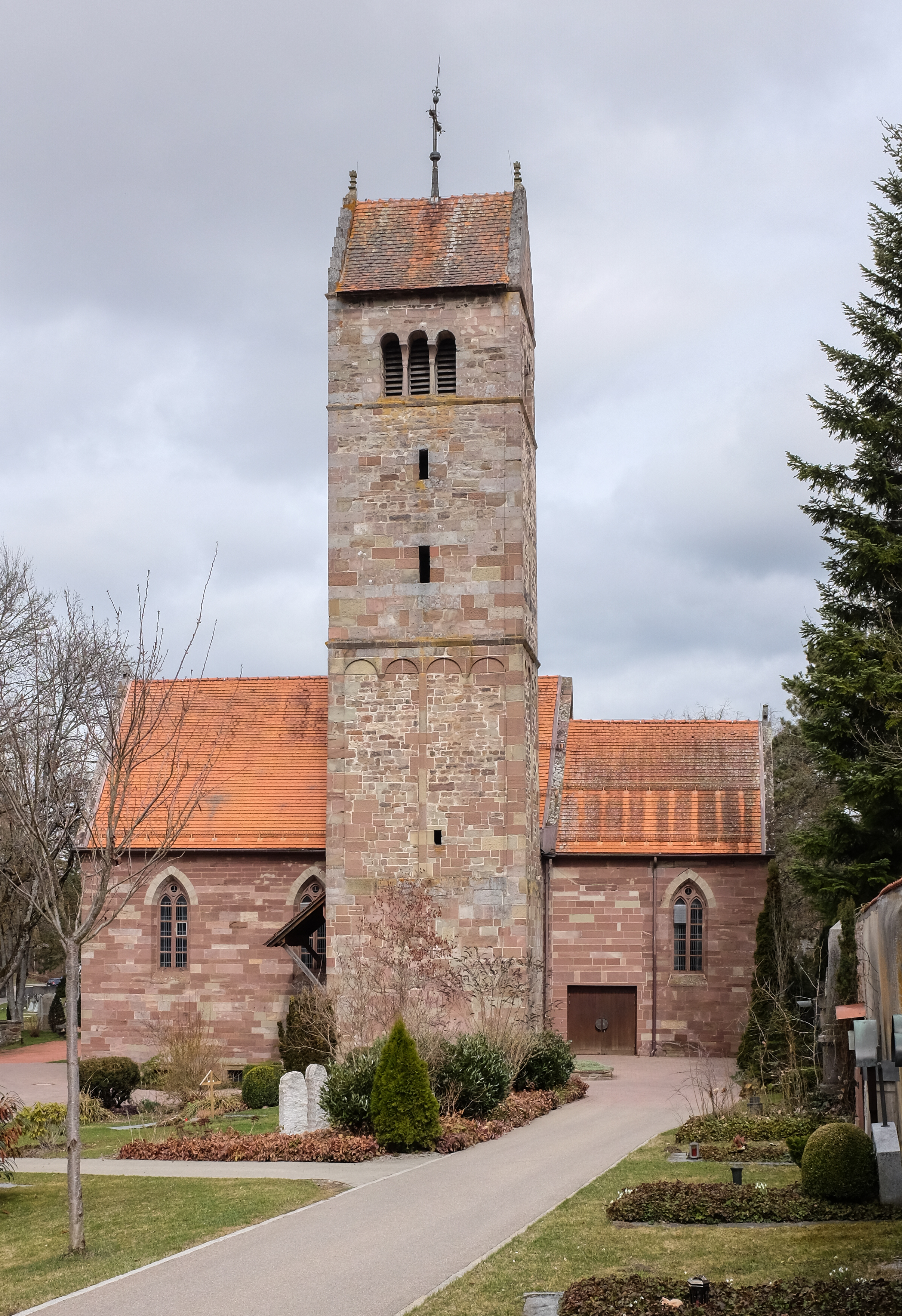
Altstadtkirche in Villingen

Die ehemalige römisch-katholische Pfarrkirche, die zunächst St. Maria und später St. Barnabas hieß, ist die heutige Friedhofskapelle, die als Altstadtkirche im Stadtteil Villingen der Stadt Villingen-Schwenningen im Schwarzwald-Baar-Kreis in Baden-Württemberg steht. Das Bauwerk ist beim Landesamt für Denkmalpflege Baden-Württemberg als Baudenkmal eingetragen.

## Beschreibung
Die 1864 aus Quadermauerwerk errichtete Saalkirche, die als Aussegnungshalle genutzt wird, besteht aus einem Langhaus, einem eingezogenen, gerade geschlossenen Chor im Osten und einem Kirchturm an der Südwand des Langhauses. Die unteren Geschosse des Kirchturms stammen von der Vorgängerkirche aus dem 12. Jahrhundert. Er wurde später mit einem Geschoss aufgestockt, das hinter den als Triforien gestalteten Klangarkaden den Glockenstuhl beherbergt, und mit einem Satteldach zwischen Staffelgiebeln bedeckt.